# مجرای ناکا

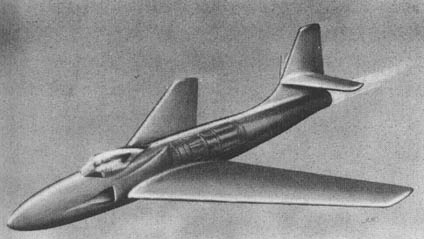
تصویر مفهومی ورودی غوطه‌ور برای یک هواگرد جت

مجرای ناکا (به انگلیسی: NACA duct) که گاهی هواکش ناکا یا ورودی ناکا نیز نامیده می‌شود، شکل رایج طراحی ورودی هوا کم-پسار که در ابتدا توسط کمیته رایزنی ملی هوانوردی آمریکا برای هوانوردی (ناکا) با پیشروی ناسا، در سال ۱۹۴۵ توسعه یافت.

## طرح
آزمایش‌های ورودی غوطه‌ور قبلی به دلیل ورود لایه مرزی آهسته به ورودی، بازیابی فشار ضعیفی را نشان داد. اعتقاد بر این است که طرح ناکا کار می‌کند زیرا ترکیب زاویه شیب ملایم و مشخصات انحنای دیوار تاوه‌های ضد چرخشی ایجاد می‌کند که لایه مرزی را از ورودی منحرف می‌کند و هوای سریع‌تر را به سمت داخل می‌کشد، در حالی که از آن جلوگیری می‌کند. فرم پسار و جدایش جریان که می‌تواند با طرح‌های هواکش رخ دهد.

## برنامه‌های کاربردی در هواگرد

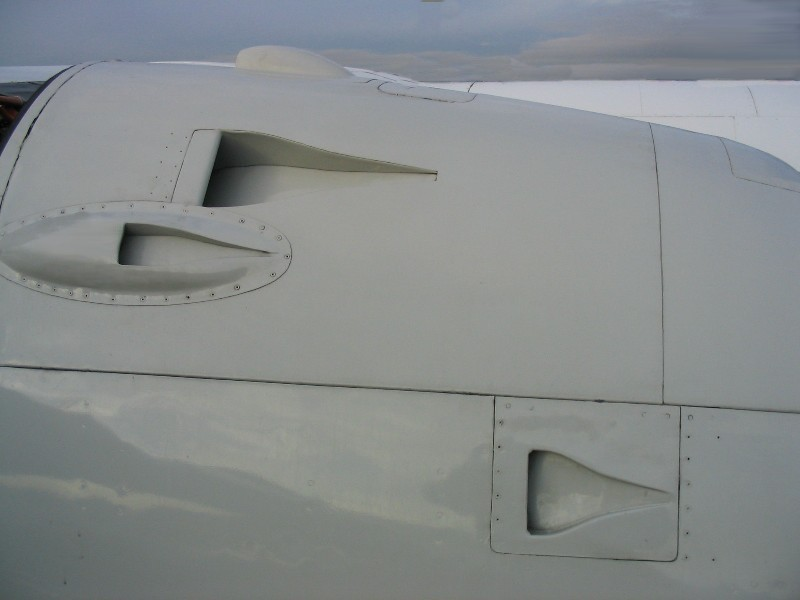
سه ورودی (رو به راست) روی یک روکش موتور

هنگامی که یک مجرای ناکا به درستی اجرا می‌شود، به هوا اجازه می‌دهد تا به داخل مجرای داخلی جریان یابد، اغلب برای اهداف خنک‌کننده، با حداقل اختلال در جریان استفاده می‌شود. این طرح در ابتدا ورودی غوطه‌ور نامیده می‌شد، زیرا شامل یک سطح شیب‌دار کم‌عمق با دیواره‌های منحنی فرورفته در سطح در معرض یک بدنه ساده مانند هواگرد است.
این نوع ورودی فلاش معمولاً نمی‌تواند به فشار قوچ و حجم جریان بیشتر یک طراحی خارجی دست یابد، بنابراین به ندرت برای کاربردهای ورودی موتور جت که در ابتدا برای آن طراحی شده بود، مانند نورث آمریکن وای‌اف-۹۳ و شورت ای‌بی.۴ شرپا استفاده می‌شود. معمولاً برای موتورهای پیستونی و ورودی‌های تهویه استفاده می‌شود.

## برنامه‌های کاربردی در خودرو

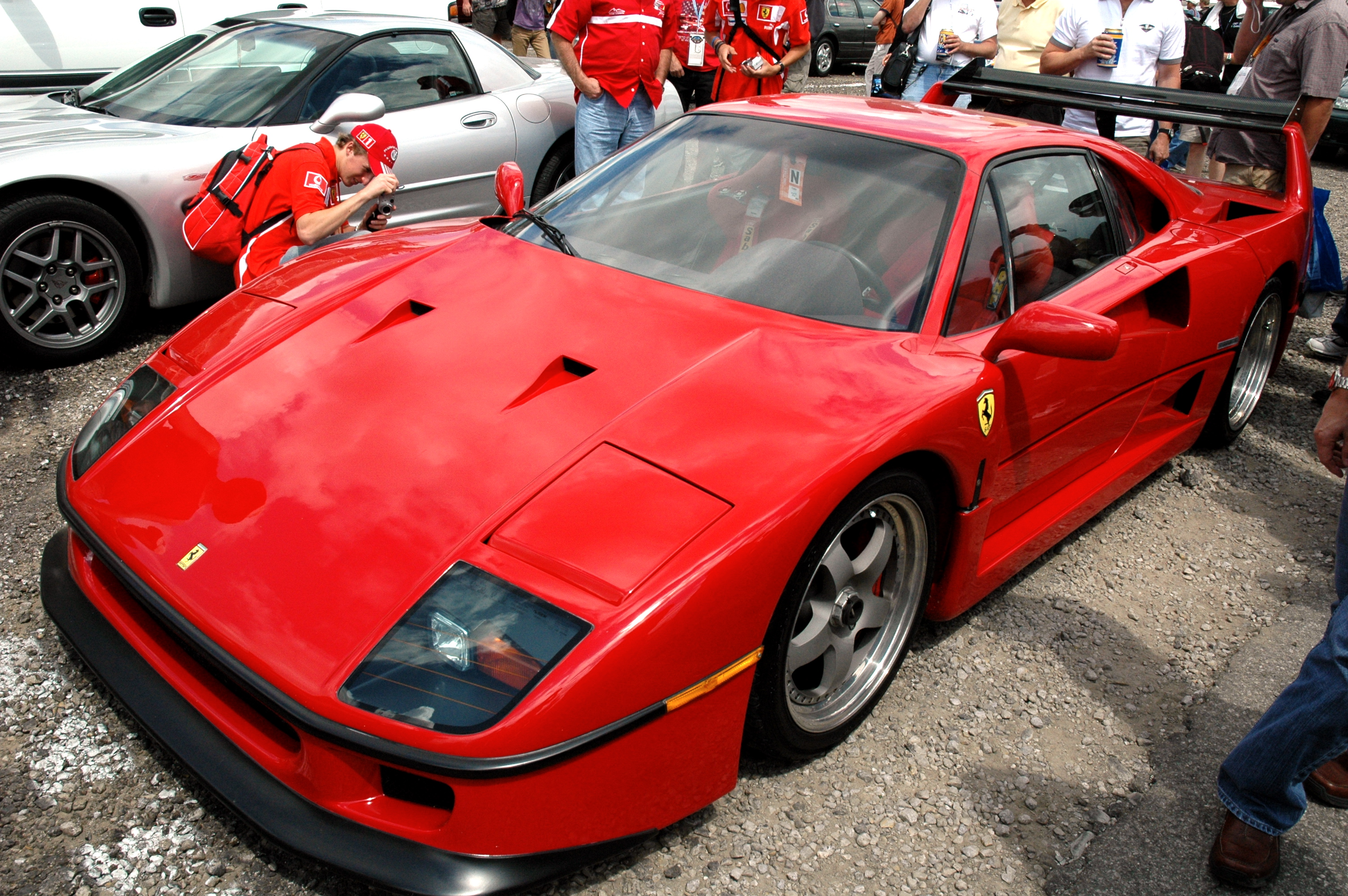
خودروی اسپورت فراری اف۴۰ دارای هواکش‌های کاپوت و کاپوت به «سبک-ناکا» است.

این طرح به ویژه در طراحی خودروی مسابقه مورد استفاده است. خودروهای اسپورت با مجراهای برجسته ناکا شامل فراری اف۴۰، لامبورگینی کونتاش، دوج وایپر ۱۹۹۶–۲۰۰۲، فورد موستانگ ۱۹۷۱–۱۹۷۳، پونتیاک جی‌تی‌او ۱۹۷۳، پورشه ۹۲۴ توربو ۱۹۷۹، مازراتی بای‌توربو، نیسان اس۱۳۰ و پورشه ۹۱۱ جی‌تی۲ می‌باشد. همچنین در برخی از طراحی‌های موتورسیکلت مانند هوندا وی‌اف‌آر۷۵۰اف ۱۹۹۴–۱۹۹۷ یا دوکاتی ۹۱۶ ۱۹۹۴–۱۹۹۸ رایج است.